# 이치키 기요나오
이치키 기요나오(일본어: 一木淸直, 1892년 10월 16일 ~ 1942년 8월 21일)는 제2차 세계 대전 당시 일본 제국 육군의 군인이다. 최종 계급은 육군 소장.

## 생애
시즈오카현 출신으로 1916년 일본육군사관학교를 졸업하였다. 임관 후 보병학교 교관, 중국 주둔 보병 1연대 3대대장을 거쳐 1937년 노구교 사건 당시 중좌로 진급하고, 1942년 미드웨이 섬 점령부대인 이치키 지대의 지대장이 된다.
노구교 사건 당시, 발포 명령이 내려지자 "정말로 발포합니까?" 했다는 일화서 보듯 소심하고 관료적인 장교였다고 전해진다. 실전에서도 미드웨이 전투 당시 자신에게 유리한 정보만 과신해 충분한 정찰 없이 행군하다 갑자기 나타난 미국 해병대에 대해 준비안된 상태에서 무리한 백병전을 명령해 부대를 전멸시키는 등 유연성이 부족했다고 한다.
1942년 8월 18일에 과달카날 탈환 작전의 첨병으로 파견되어 타이보 갑에서 정보 부족으로 2일을 허비한 후, 핸더슨 비행장 동쪽 약 3km에 있는 일루강 하구 부근에 진출, 20일 22시 30분에 에드윈 블록 중령이 이끄는 미국 1 해병연대 2대대 진지에 야습을 감행, 2회의 육박전을 감행했지만 철조망과 단단히 구축된 적 진지의 기총사격으로 야습을 단념하고 일루강 동쪽해변에 병력을 모아 다음 날 상류에서 우회해 돌아가 공격했으나 압도적인 미군의 화력 앞에 사망, 행방 불명을 포함해 777명을 잃고 군기를 불태운 후 자결했다고 전한다.
이 자결에 대해서 일본군 기록엔 이치키 부대장이 1500연대기를 태우고 자결이라 명시되어 있지만 미군측 기록에는 자결을 확인한 자가 아무도 없어 전사로 표기되어 있기 때문에 그가 정말로 자결했는지는 지금도 미제로 남겨져 있다.

## 같이 보기
- 루거우차오 사건
- 과달카날 전역